# Copa de Pitàgores

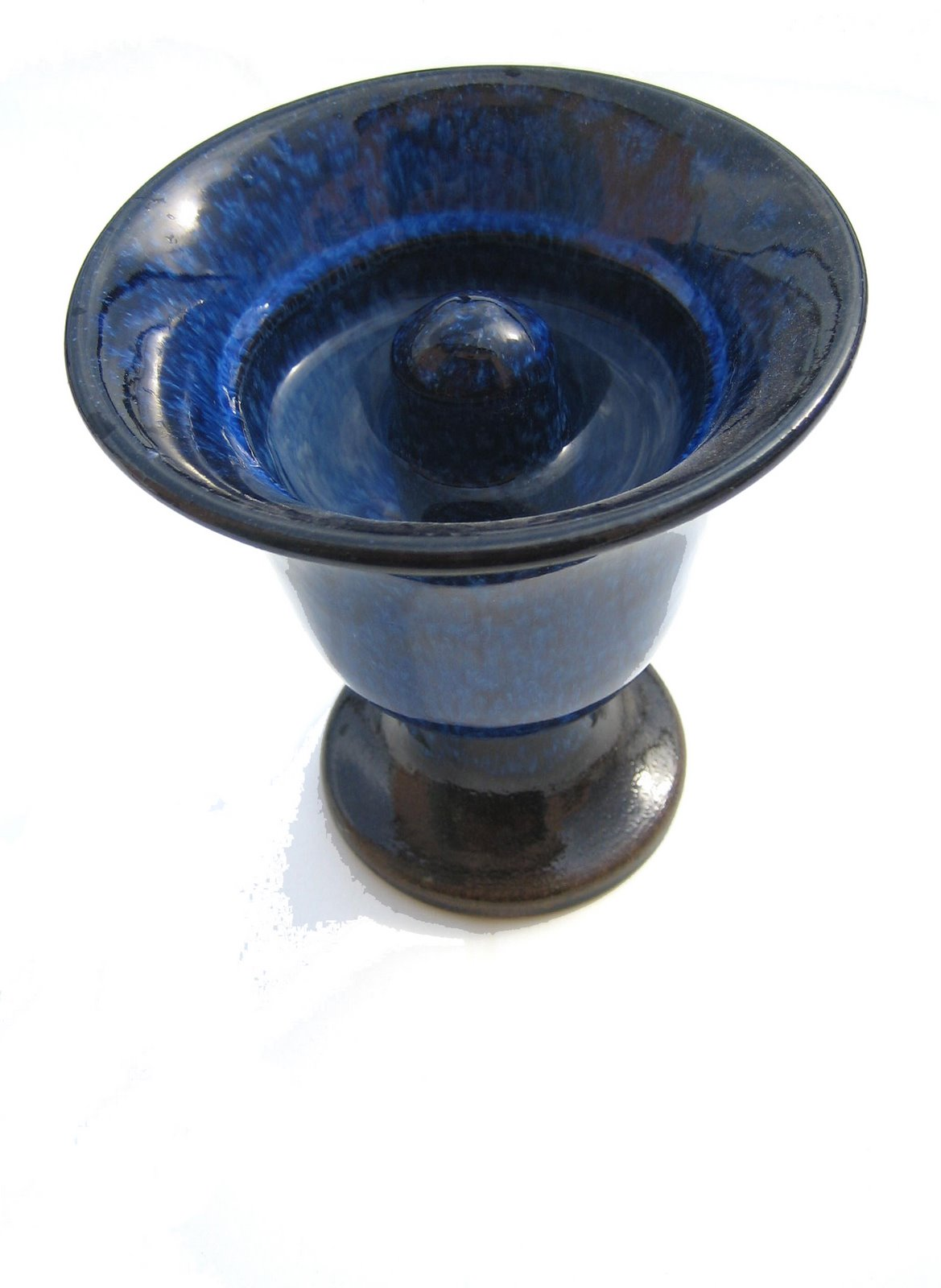
Copa de Pitàgores venuda a l'illa de Samos

Una Copa de Pitàgores (també coneguda com a Copa del cobejós, Copa de la justícia o Copa de Tàntal) és un recipient en forma de copa o calze per a beure, atribuït a Pitàgores de Samos, que força l'usuari a beure amb moderació. Només es pot emplenar fins a un determinat nivell ja que, si se supera, tot el seu contingut es buida a través de la base per un efecte de sifó. La copa s'ha utilitzat per a moralitzar sobre la cobdícia.

## Forma i funcionament

Secció transversal d'una copa de Pitàgores que s'omple. B: és possible beure tot el líquid que conté. C: l'efecte sifó fa que comenci a buidar-se fins que a penes queda líquid (D).

Una copa de Pitàgores té l'aparença d'una copa normal, excepte per un cilindre central que ve a ser com la prolongació de la tija de la copa i per un petit orifici a la base del peu. Aquest orifici comunica amb el contingut de la copa per un conducte central de la tija i dos conductes en forma d'U invertida a l'interior del cilindre. (Veure les figures adjuntes.)

Quan la copa s'omple, també ho fa un conducte del cilindre central, d'acord amb el principi de Pascal dels vasos comunicants, però el comportament és normal. Si el nivell de líquid arriba al punt on es comuniquen els dos conductes, la copa es comença a buidar: la pressió hidroestàtica ha generat un sifó que evacua el líquid per l'orifici del peu de la copa.

## Situacions comunes

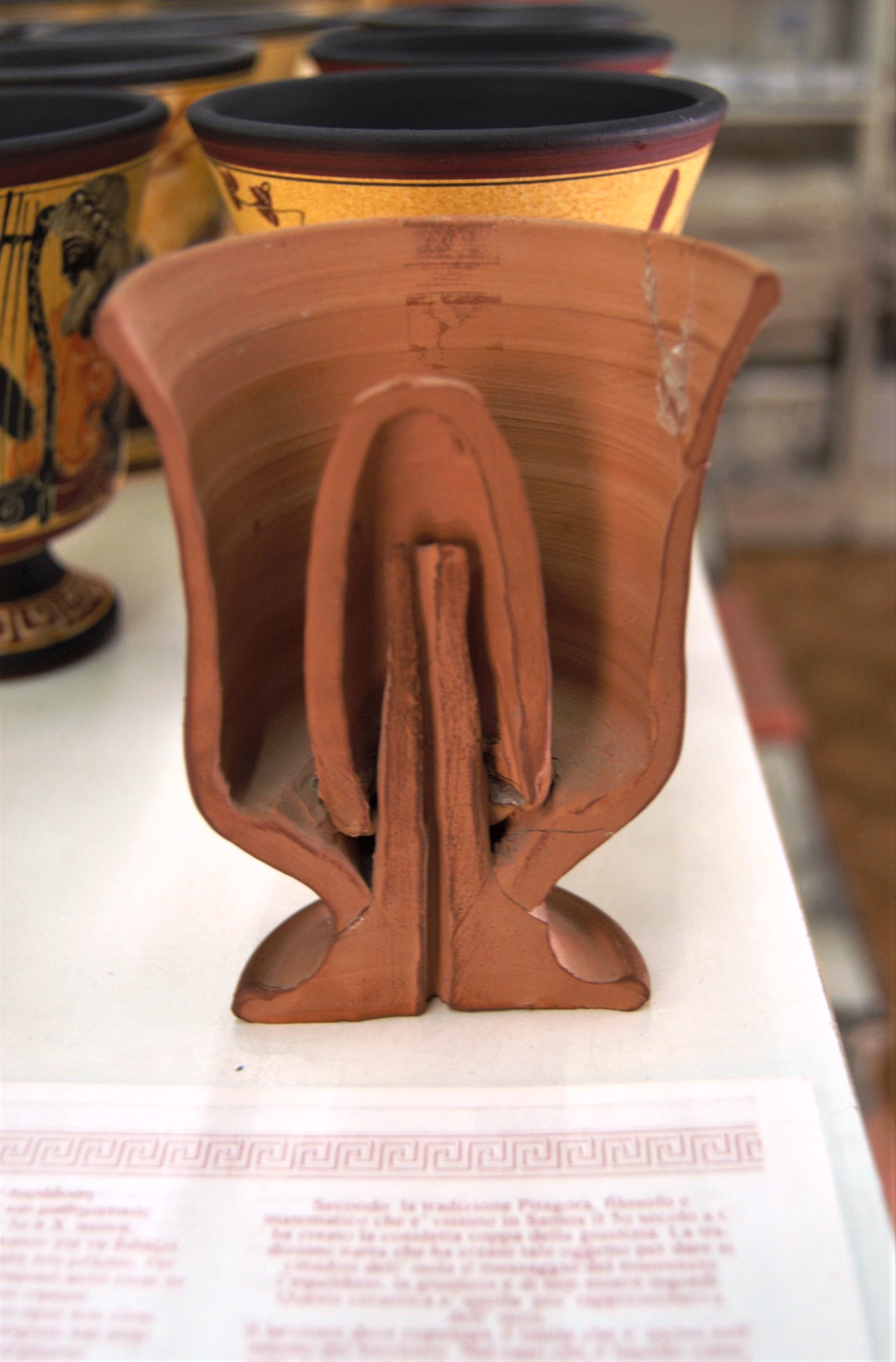
Secció transversal d'una copa de Pitàgores de ceràmica.

Com que la invenció s'atribueix a Pitàgores, és un souvenir molt corrent a la illa grega de Samos. S'acompanya amb informació que diu que, segons la tradició, «Pitàgores, durant les obres d'abastament d'aigües de Samos al voltant del 530 a. C., va voler moderar el consum d'alcohol dels treballadors inventant la “copa justa”. Quan el vi sobrepassa la línia, la copa es buida del tot, i castiga així la cobdícia dels espavilats.».
Heró d'Alexandria (c. 10-70 d. C.) va usar les copes de Pitàgores com a component hidràulic en els seus sistemes robòtics. En el seu tractat Pneumatika descriu la copa com una copa de Tàntal, en referència a la figura de la mitologia grega. Tàntal va ser castigat pels déus i va haver de patir una set eterna tot i estar enmig d'aigua al seu abast.
La copa de Pitàgores també es troba en algunes botigues de joguines com a producte de broma.